# Квінтілл
Марк Авре́лій Кла́вдій Квінті́лл (лат. Marcus Aurelius Claudius Quintillus; ?, Сірмій — квітень 270, Аквілея) — римський імператор, що правив протягом декількох місяців 270 року. Здобув владу під час Кризи III століття, після смерті свого брата, попереднього імператора, Клавдія Готського. Помер за нез'ясованих обставин під час протистояння з наступним імператором Авреліаном.

## Життєпис
Квінтілл народився в місті Сірмій (сучасна Сремська Митровиця в Сербії), хоча точна дата його народження є невідомою. Його старшим братом був Клавдій Готський, імператор у 268—270 роках. За правління свого брата Квінтілл обіймав посаду прокуратора Сицилії. У 270 році після смерті Клавдія від Чуми Кипріяна новим імператором одразу було проголошено Квінтілла, що згодом і затвердив Сенат.
У той же час колишні легіони Клавдія, що розташовувалися біля Дунаю, були невдоволені приходом до влади Квінтілла. Ними було проголошено імператором свого командувача, Авреліана. Задля затвердження своєї влади Авреліан одразу вирушив до Риму, ведучи за собою своє величезне військо.
Точні обставини смерті Квінтілла є невідомими. За Історією Августів, його було вбито власними солдатами. Іоанн Антіохійський та Іоанн Зонара зазначають, що Квінтілл покінчив життя самогубством, розрізавши собі вени.
У різних джерелах вказується різна тривалість правління Квінтілла: за одними даними, він володарював усього 17 днів, за іншими — 177.